# Carlos Mario Polo
Carlos Mario Polo Gómez (Cartagena, Bolívar, Colombia; 22 de diciembre de 1997) es un futbolista colombiano. Juega como mediocampista.

## Trayectoria

### Inicios
Carlos Mario Polo Gómez nació en Cartagena, la capital del departamento de Bolívar y fue allí donde empezó a jugar al fútbol. Luego fue convocado a la selección de su departamento, con la que jugó un torneo nacional juvenil en la ciudad de Barranquilla. Allí, fue visto por un reclutador del club Independiente Santa Fe, que hizo que llegara a Bogotá para jugar en la cantera del conjunto cardenal.

### Santa Fe
Carlos fue incluido en la nómina de la pretemporada para el segundo semestre del 2016, y el profesor Alexis García le da la oportunidad de jugar unos partidos amistosos contra el equipo de Fortaleza. Además, es convocado para el partido contra Alianza Petrolera.
Debutó el 12 de marzo de 2017 entrando al minuto 85 reemplazando a Daniel Buitrago en el partido contra Deportivo Cali en el estadio palmaseca de la ciudad de Cali

## Clubes y estadísticas
Actualizado al último partido jugado el 12 de marzo de 2017.
| Santa Fe · Colombia |               |               |   |   |   |   |   |   |    |      |      |
| 1ª | 2017          | 1             | 0 | 0 | 0 | 0 | 0 | 1 | 0  | 0,00 |      |
| Total club | Total club    | 1             | 0 | 0 | 0 | 0 | 0 | 1 | 0  | 0,00 |      |
| Llaneros · Colombia |               |               |   |   |   |   |   |   |    |      |      |
| 2ª | 2017          | 7             | 0 | 0 | 0 | - | - | 7 | 0  | 0,00 |      |
| Total club | Total club    | 7             | 0 | 0 | 0 | 0 | 0 | 7 | 0  | 0,00 |      |
| Santa Fe · Colombia |               |               |   |   |   |   |   |   |    |      |      |
| 1ª | 2019          | 1             | 0 | 2 | 1 | - | - | 3 | 1  | 0,33 |      |
| Total club | Total club    | 1             | 0 | 2 | 1 | 0 | 0 | 3 | 1  | 0,33 |      |
| Total carrera | Total carrera | Total carrera | 9 | 0 | 2 | 1 | 0 | 0 | 11 | 1    | 0,09 |
| (1) Incluye datos de la Copa Colombia; Superliga de Colombia. (2) Incluye datos de Copa Sudamericana / Copa Libertadores. (3) No incluye goles en partidos amistosos. |               |               |   |   |   |   |   |   |    |      |      |

## Palmarés

### Campeonatos nacionales
| Título                | Club     | País     | Año  |
| --------------------- | -------- | -------- | ---- |
| Superliga de Colombia | Santa Fe | Colombia | 2017 |